# Макар-Ыб
 Макар-Ыб  — деревня в Удорском районе Республики Коми в составе сельского поселения Глотово.

## География
Расположено на левом берегу реки Мезень на расстоянии примерно 32 км по прямой на северо-восток от районного центра села Кослан.

## История
Известна с 1586 года как деревня Макарова на реке на Мезени, в 1646—1678 Макариб, в 1846 Макарубская, в 1859 — Макарыбская (Макар-Ыб).

## Население
Постоянное население составляло 67 человек (коми 93 %) в 2002 году, 51 в 2010.